# Liste der Countys in Maine

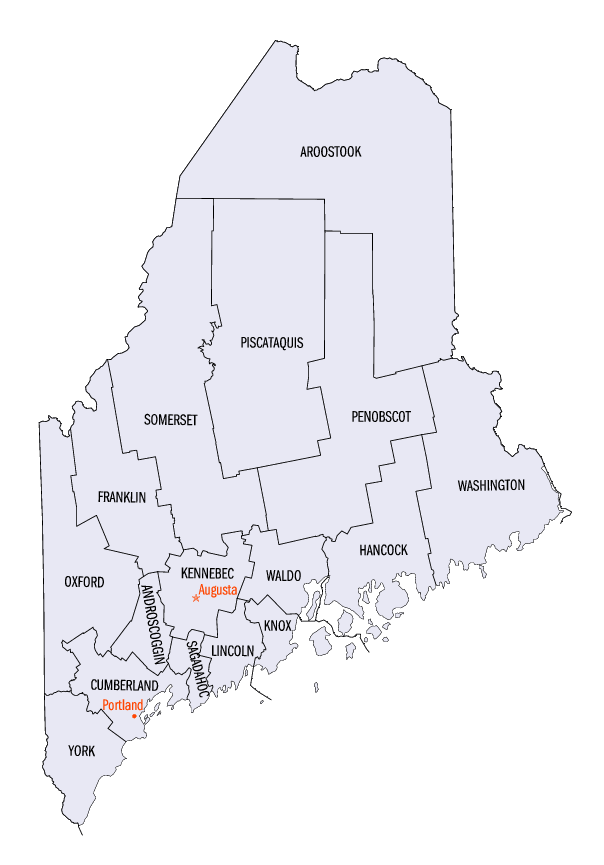
Countys in Maine

Der US-Bundesstaat Maine ist in 16 Countys unterteilt.
| County       | Einwohner   | Einwohner    | Verwaltungssitz |
| County       | Census 2010 | 1. Juli 2005 | Verwaltungssitz |
| ------------ | ----------- | ------------ | --------------- |
| Androscoggin | 107.702     | 108.039      | Auburn          |
| Aroostook    | 71.870      | 73.240       | Houlton         |
| Cumberland   | 281.674     | 274.950      | Portland        |
| Franklin     | 30.768      | 29.704       | Farmington      |
| Hancock      | 54.418      | 53.660       | Ellsworth       |
| Kennebec     | 122.151     | 120.986      | Augusta         |
| Knox         | 39.736      | 41.219       | Rockland        |
| Lincoln      | 34.457      | 35.240       | Wiscasset       |
| Oxford       | 57.833      | 56.628       | Paris           |
| Penobscot    | 153.923     | 147.068      | Bangor          |
| Piscataquis  | 17.535      | 17.674       | Dover-Foxcroft  |
| Sagadahoc    | 35.293      | 36.962       | Bath            |
| Somerset     | 52.228      | 51.667       | Skowhegan       |
| Waldo        | 38.786      | 38.705       | Belfast         |
| Washington   | 32.856      | 33.448       | Machias         |
| York         | 197.131     | 202.315      | Alfred          |